# Duas damas venezianas (Carpaccio)
Duas damas venezianas é uma pintura a óleo sobre madeira pintada em 1490-1495 pelo pintor italiano Vittore Carpaccio, obra que se encontra actualmente no Museu Correr, em Veneza.
Duas damas venezianas é actualmente reconhecida como sendo a parte de baixo do painel Caça na laguna que se encontra no Getty Center, o que veio esclarecer a iconografia de ambas as pinturas, tendo as duas partes sido separadas antes do século XIX.  O vaso que está no canto superior esquerdo tem a flor cortada, flor que se encontra, fora de escala, no outro painel. O mesmo tipo de madeira de ambas as pinturas confirmou esta hipótese.
As dobradiças e o fecho na parte superior do painel sugerem que esta pintura foi usado como tampa decorativa numa janela ou na porta de um armário. Duas damas venezianas é geralmente datada de 1490-1495 e teve um grande sucesso no século XIX, quando John Ruskin lhe deu o título apelativo de "Duas Cortesãs".

## Descrição e estilo
A pintura mostra um momento da vida quotidiana de duas damas da alta sociedade de então que esperam sentadas num terraço com um chão de mármore de padrões geométricos enquanto os homens estão a caçar na lagoa.
O entretenimento delas consiste em brincar com dois cães e na observação de numerosos pássaros, como um pavão, duas rolas e um papagaio. Um pajem entra no terraço por entre duas colunas da balaustrada. Entre os objectos que estão descritos detalhadamente encontra-se um par de sandálias de cunha alta, o "calcagnini" que era um acessório feminino da época, um vaso de majólica com o brasão da família veneziana Torella e um de terracota com uma pequena murta.

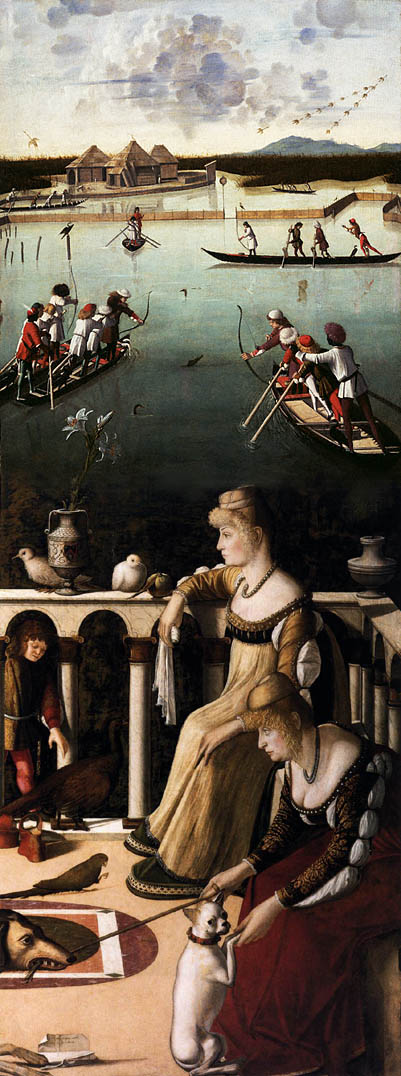
Reconstituição da obra
original completa

As duas senhoras, retratadas de perfil, têm idades diferentes, uma mais jovem do que a outra, e estão vestidas ricamente com o típico vestido de cintura alta, com decote largo e mangas cortadas para dar maior agilidade aos movimentos do braço e também para exibir a camisa preciosa interior. Os vestidos estão sobriamente decorados com pérolas, usadas pelas jovens noivas como sinal de castidade e respeito pelo marido: os colares, de fio único, respeitando as "leis sumptuárias", decoram o "decote", enquanto os penteados são semelhantes, seguindo a moda da época, com o tufo de cabelos torcido no alto da cabeça e uma franja dourada sobre a testa. A mulher mais jovem segura um lenço, um símbolo de pureza e uma promessa de bonus amor.
Na parte de trás da pintura há uma representação de objetos pendurados em trompe-l'oeil.

### Os símbolos
Os objetos presentes na cena têm o propósito específico de sublinhar as virtudes das senhoras, sejam  solteiras, cônjuges ou viúvas: à mulher veneziana era exigido uma atitude de contenção e modéstia, numa sociedade que tinha as suas raízes na família e na maternidade.
O casamento é lembrado pela murta no vaso à direita, uma planta ligada a Vénus e Virgem Maria, e às duas rolas que indicam um sólido vínculo conjugal. Também a laranja é parte da simbologia matrimonial, enquanto presente para as noivas. O pavão está ligado ao conceito de fertilidade do par conjugal, enquanto o papagaio, geralmente associado a Maria pela saudação "ave", referido na Anunciação, aqui simboliza o destino da mulher como esposa.
Os dois cães, com o significado de lealdade e atenção, detidos pela mulher mais velha, subentendem que a esta cabe o dever de proteger a jovem noiva e garantir a sua respeitabilidade. O vaso de lírios, que se prolonga para a pintura do Museu Getty, indica castidade e lembra o presente do Arcanjo Gabriel à Virgem Maria na Anunciação.